# Polyblastia theleodes
Polyblastia theleodes är en lavart som först beskrevs av Søren Christian Sommerfelt och som fick sitt nu gällande namn av Thore M. Fries. 
Polyblastia theleodes ingår i släktet Polyblastia och familjen Verrucariaceae.   Inga underarter finns listade i Catalogue of Life.